# (100871) 1998 HH81
(100871) 1998 HH81 es un asteroide perteneciente al cinturón de asteroides, región del sistema solar que se encuentra entre las órbitas de Marte y Júpiter, descubierto el 21 de abril de 1998 por el equipo del Lincoln Near-Earth Asteroid Research desde el Laboratorio Lincoln, Socorro, Nuevo México, Estados Unidos.

## Designación y nombre
Designado provisionalmente como 1998 HH81. 

## Características orbitales
1998 HH81 está situado a una distancia media del Sol de 2,298 ua, pudiendo alejarse hasta 2,563 ua y acercarse hasta 2,033 ua. Su excentricidad es 0,115 y la inclinación orbital 2,012 grados. Emplea 1272,83 días en completar una órbita alrededor del Sol.

## Características físicas
La magnitud absoluta de 1998 HH81 es 17,1. 